# Do or Die (album de Dropkick Murphys)
Pour les articles homonymes, voir Do or Die.
Albums de Dropkick Murphys
Boys on the Docks EP
(1997) The Gang's All Here
(1999)
Do or Die est le premier album réalisé par le groupe de punk celtique Dropkick Murphys. Réalisé en 1998, c'est le seul album avec le chanteur original du groupe Mike McColgan. L'album fut produit par le guitariste de Rancid Lars Frederiksen.

## Liste des chansons
1. Cadence to Arms (Chant Traditionnel) – 1:49
2. Do or Die – 1:50
3. Get Up – 2:06
4. Never Alone – 2:54
5. Caught in a Jar – 2:19
6. Memories Remain – 2:25
7. Road of the Righteous – 2:56
8. Far Away Coast – 2:41
9. Fightstarter Karaoke – 2:18
10. Barroom Hero – 2:57
11. 3rd Man In" – 2:18
12. Tenant Enemy #1 – 2:13
13. Finnegan's Wake (chant traditionnel) – 2:19
14. Noble – 2:34
15. Boys on the Docks (Murphys' Pub Version) – 2:33
16. Skinhead on the MBTA (Jacqueline Steiner, Bess Lomax Hawes, Dropkick Murphys) – 3:49

## Membres du groupe
- Mike McColgan – chant
- Ken Casey – basse, chant
- Rick Barton – Guitare, chant
- Matt Kelly – Batterie